# Itachi Uchiha
Itachi Uchiha (うちは イタチ?, Uchiha Itachi) è un personaggio della serie manga e anime Naruto. È il fratello maggiore di Sasuke nonché membro del Clan Uchiha e dell'Organizzazione Alba.

## Il personaggio
Itachi è sempre stato una persona riservata, dal carattere calmo e pacato. Mostrava solitamente un comportamento gioviale e gentile, specialmente nei confronti del fratello minore Sasuke. Da bambino rimase coinvolto nella Terza Guerra Ninja e da allora odia con tutto sé stesso ogni genere di conflitto: per questo decide di massacrare il suo clan, intenzionato a compiere un colpo di Stato che avrebbe portato alla morte di numerosi innocenti; volendo inoltre preservare il buon nome degli Uchiha per Sasuke, decide - di comune accordo con il Terzo Hokage - di insabbiare la notizia del progetto sovversivo del clan diventando così un criminale agli occhi di tutto il mondo ninja.
Particolarmente rilevante sembra essere il valore che, col passare degli anni, ha dato al dualismo "verità-menzogna": in diverse occasioni sembra quasi non credere all'esistenza di questa contrapposizione dicendo che in fondo la verità non è che un artefatto mentale relazionato a un soggetto senziente e come tale risulta qualcosa di assai "labile e ambiguo". Questa sua convinzione sembra, seppur in minima parte, rinnegata durante il suo ultimo saluto al fratello nel covo di Kabuto quando afferma che in alcuni casi una qualche forma di verità può essere accessibile alla coscienza umana seppur non in via assoluta.

Collana indossata da Itachi

Sin dalla sua prima apparizione si mostra costantemente ostile a Sasuke: durante il suo ritorno al Villaggio lo umilia profondamente rompendogli il polso e ricordandogli quanto sia ancora debole, mentre nello scontro finale gli rivela di averlo risparmiato unicamente per prendere i suoi occhi e tornare così a vedere acquisendo lo Sharingan Ipnotico Eterno. In realtà il vero intento di Itachi è sempre stato quello di renderlo forte e di spingerlo oltre i suoi limiti in modo che questi potesse diventare un buon alleato per la Foglia.
Come membro dell'Organizzazione Alba dà prova di possedere autocontrollo e freddezza stringendo inoltre un buon rapporto con il suo compagno di team Kisame, il quale spesso si preoccupa per la sua salute. Inizialmente gli obiettivi di Itachi erano connessi a quelli di Alba e la sua lealtà verso di essa appariva reale: trattava infatti tutti i membri con lo stesso rispetto ma mostrandosi sempre distaccato e silenzioso; in realtà, però, Itachi fungeva da infiltrato per conto di Konoha così da salvaguardare il villaggio e Sasuke.
Quando Orochimaru resuscita i primi quattro Hokage Sarutobi afferma che già a sette anni Itachi ragionava come uno di loro mentre Hashirama, dopo aver sentito la sua storia, sostiene che Itachi sia stato un ninja migliore di lui.

## Storia
Itachi è membro del clan Uchiha, figlio di Fugaku e Mikoto e fratello maggiore di Sasuke, al quale era molto affezionato. Considerato un talento eccezionale persino dai suoi consanguinei, entra giovanissimo nella squadra speciale ANBU ma ben presto inizia a distaccarsi dal suo stesso clan.
Per evitare una guerra civile che sarebbe costata la vita di molti innocenti, quando gli Uchiha progettano un colpo di Stato Itachi viene costretto a sterminare tutto il suo clan dai consiglieri del Terzo Hokage e in particolare Danzo: la missione prevedeva anche che avrebbe dovuto abbandonare il villaggio come ninja traditore in modo da assumersi la colpa del massacro e insabbiare la vicenda per sempre. Prima del massacro Itachi incontrò il suo migliore amico, Shisui Uchiha, che gli rivelò le malefatte di Danzo e dopo avergli affidato uno dei suoi occhi si suicidò davanti a lui provocando il risveglio del suo Sharingan ipnotico.
Per adempiere alla sua missione Itachi strinse un accordo con Tobi, anch'egli desideroso di vendicarsi sul clan, e senza rivelargli i suoi scopi gli offrì il suo aiuto a patto che non attaccasse il villaggio. Una volta compiuto il massacro ma prima di abbandonare il villaggio Itachi si recò da Danzo, minacciando di rivelare informazioni riservate agli altri villaggi se solo si fosse avvicinato a Sasuke, e dal Terzo Hokage, a cui fece giurare di proteggere il fratello; si unì poi all'Organizzazione Alba causando la fuga di Orochimaru, che cercò di impossessarsi del suo corpo senza riuscirci, e l'ingresso di Deidara, sconfitto da un'illusione del suo Sharingan. All'interno dell'organizzazione viene scelto come compagno di Kisame Hoshigaki, ex membro dei Sette spadaccini della Nebbia.
Itachi fa la sua comparsa nella serie dopo l'attacco alla Foglia da parte di Orochimaru e del Villaggio della Sabbia: in questa occasione si infiltra nel villaggio con Kisame per catturare Naruto, forza portante della Volpe a nove code, ma in seguito si scopre che il suo intento principale era ricordare a Danzo di non toccare Sasuke temendo che questi potesse approfittare della morte del Terzo Hokage per fargli del male. Al villaggio viene affrontato da Asuma Sarutobi, Kurenai Yuhi e Kakashi Hatake, che vengono tutti e tre sconfitti, e poi si dirige da Naruto, che nel frattempo stava per partire con Jiraiya alla ricerca di Tsunade. Itachi e Kisame raggiungono Naruto nell'albergo in cui alloggiava ma vengono interrotti dall'arrivo di Sasuke, verso il quale però Itachi non dimostra nessuna pietà sconfiggendolo facilmente. Prima di catturare la forza portante i due ninja traditori vengono messi in fuga da Jiraiya.
Itachi riappare all'inizio della seconda serie durante l'estrazione dal corpo di Gaara del Demone Tasso e in seguito per fermare il Team Kakashi tramite una sua copia. Dopo aver saputo della morte di Orochimaru per mano di Sasuke decide di raggiungere il fratello ma prima si imbatte in Naruto mentre questi è anch'egli intento a cercarlo: in questa occasione, dopo aver constatato la profonda amicizia che Naruto prova per Sasuke, gli conferisce parte del suo potere per mezzo di un corvo "con la speranza che non debba mai usarlo".
Itachi affronta quindi Sasuke nel covo degli Uchiha riuscendo a liberarlo da Orochimaru, imprigionando quest'ultimo nel genjutsu eterno della spada Totsuka del suo Susano'o, e dopo aver impiantato l'Amaterasu nell'occhio di Sasuke in modo da uccidere Tobi non appena lo avesse visto muore a causa della malattia che lo affliggeva da tempo. Una volta condotto al suo rifugio Tobi rivela a Sasuke la verità sul fratello accendendo in lui il desiderio di distruggere il villaggio per vendicarlo: la scoperta della verità, inoltre, causa in Sasuke il risveglio dello Sharingan ipnotico.
Itachi viene quindi riportato in vita tramite l'Edo Tensei da Kabuto Yakushi insieme agli altri ex membri dell'organizzazione Alba Deidara, Kakuzu, Sasori e Nagato; dopo essere stato messo in coppia con quest'ultimo alla ricerca di Naruto e Killer Bee, nello scontro che segue Itachi, attraverso la tecnica oculare di Shisui che aveva trasferito in Naruto tramite il suo corvo, riesce a liberarsi dal controllo di Kabuto e aiuta le due forze portanti a sigillare Nagato. La sua missione diventa quindi fermare Kabuto e la sua tecnica, ma prima di separarsi fornisce alcuni consigli a Naruto ricordandogli di non lasciare che la propria forza, unita al bisogno di proteggere coloro a cui vuole bene, lo spingano ad isolarsi come ha fatto lui ma di credere in loro e lasciare che lo aiutino.
In seguito Itachi incontra sulla sua strada il fratello, intenzionato a seguirlo per ottenere delle risposte ai tanti dubbi sul loro rapporto e sulla ragione dello sterminio degli Uchiha, e una volta trovato Kabuto i due fratelli combattono insieme: grazie alla tecnica proibita Izanami, Itachi riesce a bloccare l'avversario in una illusione spazio-temporale infinita usando poi lo Sharingan per fermare l'Edo Tensei; ormai in procinto di svanire per sempre, Itachi affida i suoi ricordi tramite lo Sharingan a Sasuke affermando di rimpiangere di aver riempito la sua vita di menzogne anziché essere onesto e credere in lui. Infine si congeda dichiarando che, qualsiasi cosa sceglierà di fare in futuro, lo amerà per sempre.

## Capacità ninja

Lo Sharingan ipnotico di Itachi.

Itachi è sicuramente uno tra i ninja più forti dell'opera: la sua intelligenza, la sua esperienza e le sue grandissime abilità fanno di lui un soggetto estremamente difficile da affrontare; grazie poi alle sue straordinarie abilità strategiche e di osservazione è capace di intuire con precisione le scelte dell'avversario e di reagire di conseguenza.
Versato in particolare nel creare illusioni tramite lo Sharingan (solo Shisui veniva considerato più bravo di lui in tale settore), poteva vantare anche ottime doti fisiche e nelle arti marziali nonché nell'uso delle armi ninja: più volte dimostra di saper formare i sigilli per le tecniche con una velocità impressionante, tanto che nemmeno Kakashi con il suo Sharingan riesce a seguirne i movimenti.
Grazie allo Sharingan ipnotico era in grado di utilizzare tre potentissime tecniche:
- con l'occhio sinistro lo Tsukuyomi (月読?), un genjutsu che porta la vittima in un mondo illusorio in cui Itachi può controllare a piacere lo spazio-tempo e che colpisce direttamente il sistema nervoso[21];
- con l'occhio destro l'Amaterasu, un fuoco nero che brucia ininterrottamente finché il bersaglio non viene cancellato in grado di consumare qualunque cosa[22];
- concentrando il chakra in entrambi gli occhi il Susanoo (須佐能乎?): esso si presenta come una creatura simile ad un cavaliere-demone che avvolge il suo corpo e che attacca servendosi della spada Totsuka (十挙剣?, Totsuka no Tsurugi), che trasporta la vittima in un'altra dimensione dove regna un'illusione eterna, e si difende mediante lo specchio Yata (八咫鏡?, Yata no Kagami), in grado di bloccare qualsiasi attacco[14]. Sempre servendosi del Susanoo, Itachi dimostra di saper utilizzare una potente tecnica a lungo raggio chiamata Magatama di Yasaka (八坂ノ勾玉?, Yasaka no Magatama).

In occasione dello scontro con Kabuto Itachi utilizza Izanami, una tecnica proibita del clan Uchiha tramite la quale, a costo del proprio occhio, si può imprigionare l'avversario in un loop illusorio che ha termine solo quando questi capisce i propri sbagli; ha inoltre dato prova di poter sigillare tecniche proprie o altrui in altri soggetti: impianta infatti nell'occhio sinistro di Sasuke l'Amaterasu, programmandola in modo tale da attivarsi alla vista dello Sharingan di Tobi, mentre nel corvo che ha dato a Naruto aveva impiantato lo Sharingan di Shusui contenente la tecnica Kotoamatsukami.
A causa tuttavia del prolungato uso dello Sharingan ipnotico, che gli danneggiò molto la vista portandolo quasi alla completa cecità, e della misteriosa malattia terminale della quale soffriva da tempo Itachi non disponeva di grandi riserve di chakra sebbene ciò non riducesse affatto la sua pericolosità in battaglia.

## Sondaggi di popolarità
Nella classifica della rivista giapponese Shōnen Jump, Itachi è incredibilmente popolare e dopo la sua prima apparizione si è piazzato undicesimo, per poi arrivare nono e sesto nelle votazioni successive. Nel quarto e quinto sondaggio dalla sua apparizione invece ha avuto un calo classificandosi nuovamente undicesimo. Successivamente, nel settimo sondaggio del manga pubblicato sul numero 56, Itachi si è classificato al 5º posto, rimanendo da allora sempre nella Top 10. Nel 2023, in occasione dei 20 anni del manga, è stato indetto online il primo sondaggio globale fra i fan, dove Itachi è risultato essere il secondo personaggio più popolare in assoluto del franchise, secondo solo a Minato Namikaze.